# Tortula emarginata
Tortula emarginata là một loài Rêu trong họ Pottiaceae. Loài này được (Dozy & Molk.) Mitt. miêu tả khoa học đầu tiên năm 1891.